# 山田順一
山田 順一（やまだ じゅんいち、1986年9月25日 -）は、地方競馬の笠松競馬場藤田正治厩舎所属の元騎手である。勝負服の柄は紫・桃星散らし。神奈川県出身、血液型O型。地方競馬教養センター騎手課程第79期生。

## 来歴
2004年3月31日付けで地方競馬騎手免許を取得。同年4月5日第1回笠松競馬1日目第7競走サラ系B2組選抜戦クロマキバオーで初騎乗（10頭立て4番人気10着）。翌4月6日第1回笠松競馬2日目第3競走サラ系3歳4組条件戦をトミノレッドスターで優勝（10頭立て5番人気）し、2戦目で初勝利。
2005年3月21日第19回全日本新人王争覇戦出場（11人中2位）。
2007年1月27日から2月9日まで騎乗技術の向上を目的として中央競馬・星野忍厩舎で研修を行った。同年2月25日第1回阪神競馬2日目第6競走3歳500万下でトミノジェイジェイに騎乗し、中央競馬初騎乗（16頭立て15番人気14着）。同年6月1日第4回笠松競馬4日目第3競走サラ系C5組条件戦をフレイムで優勝（9頭立て1番人気）し、地方競馬通算100勝達成。
2008年12月12日第15回笠松競馬5日目第10競走サラ系C2組選抜戦ゴットウイングでの騎乗（10頭立て10番人気6着）を最後に、同年12月20日付けで引退した。
地方通算成績は2013戦112勝・2着145回・3着206回・勝率5.6%・連対率12.8%
中央競馬2戦0勝